# Entodon flavescens
Entodon flavescens là một loài Rêu trong họ Entodontaceae. Loài này được (Hook.) A. Jaeger mô tả khoa học đầu tiên năm 1878.